# Volstagg il Voluminoso
Volstagg il Voluminoso è un personaggio immaginario apparso nei fumetti americani pubblicati dalla Marvel Comics. È un membro fondatore dei Tre Guerrieri, un trio di avventurieri asgardiani e il cast di supporto di Thor. È noto per avere più figli. Questi includono, ma non sono limitati a, Hilde, Rolfe e i Midgardiani adottati Kevin e Mick. 
Ray Stevenson ha interpretato il personaggio nei film del Marvel Cinematic Universe Thor (2011), Thor: The Dark World (2013) e Thor: Ragnarok (2017). Inoltre, Fred Tatasciore, Brent Chapman e Jay Brazeau hanno doppiato Volstagg nell'animazione.

## Storia editoriale
Volstagg comparve per la prima volta in Journey into Mystery #119 (agosto 1965), e fu creato da Stan Lee e Jack Kirby.
Non è preso dalla mitologia norrena (o da qualsiasi altra) ma è una creazione originale, modellata sul personaggio di William Shakespeare, John Falstaff.

## Biografia del personaggio

### Prime battaglie
La storia delle origini di Volstagg, oltre ad essere un membro della razza asgardiana, un guerriero e avventuriero e un amico di Thor, non è stata rivelata. Volstagg è abbastanza avanzato per essere un Asgardiano, ed è stato ipotizzato che fosse un guerriero molto rispettato e temuto nel fiore degli anni.
In un certo senso, l'intera carriera di Volstagg è stata una lunga storia di origini. Il personaggio fu introdotto per la prima volta in un capitolo di "Tales of Asgard" in Journey Into Mystery #119 (agosto 1965), la rivista che riportava le avventure asgardiane di Thor.  Come originariamente immaginato da Jack Kirby, Volstagg era un enorme e maldestro idiota molto dedito a vantarsi e vantarsi: l'ultimo in battaglia e il primo a rivendicare la vittoria (di solito immeritata). Riferendosi a se stesso come "Il Leone di Asgard", di solito causava più problemi di quanti ne risolvesse e sembrava totalmente inconsapevole del caos che quasi sempre seguiva la sua scia. Un flashback rivelato in Captain Marvel #42 racconta come un Volstagg ubriaco abbia subito l'ira di Odino rivelando i segreti dei primi Giganti del Gelo a un Thor più giovane.  Stranamente, era considerato un compagno fidato e degno dai suoi amici e alleati più cari, Fandral il Tetro, Hogun il Tetro e Thor.
Un altro flashback mostrava Volstagg come un uomo magro ma muscoloso, un grande confidente di Thor stesso. Hogun e Fandrall, praticamente estranei a lui all'epoca, si uniscono in una missione per sfidare semplicemente ad "accarezzare" il lupo Fenris. La creatura infligge loro un'umiliante sconfitta. I Meccanici delle Idee Avanzate, avendo il loro interesse personale per Fenris, teorizzano che sia questa sconfitta che ha portato alle malsane abitudini alimentari di Volstagg. 
Nella sua prima apparizione nei fumetti, Volstagg si unì ai Tre Guerrieri nella ricerca di Thor del potere che aveva spezzato la Spada di Odinsword di Asgard. Sebbene Volstagg, Fandral e Hogun fossero stati reclutati da Loki, si dimostrarono fedeli a Thor quando arrivò il momento. La prima battaglia di Volstagg lo vide cadere principalmente sui suoi nemici.  Volstagg aiutò quindi a respingere l'attacco dei Troll Volanti di Thryheim, anche se si tirò indietro per gran parte del combattimento.  Volstagg aiutò a sconfiggere le forze di Harokin. Sebbene quest'uomo fosse un nemico dichiarato di Asgard, combatté così bene e nobilmente che Hela stessa venne a prenderlo quando una vita di ferite colpì il signore della guerra. Volstagg e gli altri Asgardiani aiutarono il più possibile Harokin a cavalcare verso il Valhalla, perché tutti onoravano un guerriero, anche uno che si opponeva.  Più tardi, Odino invia i Guerrieri Tre e Thor in una terra demolita da tempo. Volstagg fu attirato in una trappola dal drago Fafnir che usò un'illusione. In un altro incidente, i quattro andarono a liberare la terra di Hogun dal tiranno omicida chiamato Mogul della Montagna Mistica; La goffaggine di Volstagg gli fece perdere i suoi compagni e ne ottenne uno nuovo. Tuttavia, non appena ottenne un'arma in grado di opporsi a Mogul, si precipitò dai suoi amici per assistere alla battaglia. 
In un'altra apparizione in flashback, Volstagg scambiò un portale mistico per un fuoco caldo e cadde letteralmente in esso. Una missione di salvataggio provoca una battaglia distruttiva che poi dà alla Grande Sfinge di Giza il suo volto unico. 

### Come membro regolare del cast
Mentre i Tre Guerrieri facevano apparizioni sempre più frequenti in The Mighty Thor e in altri titoli Marvel, iniziò ad emergere un lato leggermente più eroico della sua personalità. In Tales To Astonish #101, Volstagg si scontrò con Hulk per due pannelli (prima di essere scaricato sprezzantemente in un fosso lungo la strada dal colosso dalla pelle verde);  Volstagg aiutò a difendere Asgard dal demoniaco Mangog.  In Thor #164, il Leone di Asgard si precipitò attraverso un tunnel per combattere Mangog, ma fu impedito quando il passaggio si rivelò troppo stretto per ospitare la sua considerevole circonferenza.  Durante un viaggio nell'Ade per salvare il suo compagno d'armi Thor, Volstagg si offrì di combattere Mefisto in cambio dell'anima del suo amico (nonostante fosse consapevole che il Dio del Tuono aveva già sconfitto il Signore dell'Inferno in un combattimento leale qualche tempo prima). Alla fine, aiutò Thor a fuggire da Mefisto. 
Un vero cambiamento nel personaggio di Volstagg avvenne all'inizio degli anni settanta, quando Thor e i Tre Guerrieri stavano combattendo il parassita interstellare Ego-Prime per le strade di New York City: nascondendosi dietro un mucchio di spazzatura putrescente, Volstagg vide un gruppo di mostruosità extraterrestri che si preparavano a divorare una bambina, uno spettacolo che lo spinse a una notevole (per lui) dimostrazione di coraggio e risolutezza. Nonostante il suo evidente terrore, Volstagg colpì le creature a mani nude e portò il bambino in salvo (si sarebbe rivelato molto più tardi che Volstagg era lui stesso un padre di famiglia e non avrebbe mai sopportato di vedere un bambino innocente ferito in alcun modo). 

### Sotto Walt Simonson
Dopo una breve pausa verso la fine degli anni settanta, Volstagg ha subito una sorta di rinascita quando Walt Simonson ha rilevato The Mighty Thor nel 1982. Riprendendo l'idea iniziale di Kirby, Simonson ridefinisce Volstagg come un grande e simpatico orso d'uomo, un amico di tutti con una canzone nel cuore (e un bicchiere in mano). Un vecchio guerriero di buon carattere un po' oltre il suo apice, Volstagg è ancora tenuto in grande considerazione dai suoi compagni, se non altro per la sua divertente compagnia e l'impareggiabile capacità di bere. Simonson ha anche aggiunto un'altra dimensione mai vista prima nelle sue precedenti incarnazioni: una famiglia piena di bambini.
Questo personaggio aggiornato diventa un espediente narrativo cruciale in molti degli archi narrativi classici di Simonson: quando Balder il Coraggioso ritorna distrutto e senza speranza dalla terra dei morti, Volstagg prende il guerriero caduto sotto la sua ala, introducendolo alle gioie gemelle della gola e dell'ubriachezza. 
Quando Surtur, il demone del fuoco, incita le sue forze ad attaccare la Terra, i Tre Guerrieri vengono incaricati da Odino di radunare tutti i soldati al suo comando. Si noti che un tale compito rende silenzioso anche Volstagg. Più tardi, durante la battaglia vera e propria a Manhattan, la sua vanagloria ritorna ma la sua abilità per la battaglia è sempre presente.  Le tentazioni della Terra lo costringono a rimanere indietro, ma Hogun lo ferma; spara a Volstagg nella parte posteriore con circa una dozzina di dardi tranquillanti migdardiani. Questo è sufficiente per stordire e confondere il guerriero.  In una trama successiva, quando le azioni di Thor rendono indirettamente orfani due umani (Kevin e Mick), li porta ad Asgard e li affida alle cure di Volstagg, una situazione che accetta volentieri. 

### Nuovi mutanti
Volstagg e la sua famiglia hanno anche incontrato i Nuovi Mutanti. Durante il primo viaggio del gruppo ad Asgard, Volstagg fa amicizia con Roberto DaCosta, alias Sunspot, sfidandolo a prove di forza, tra cui il braccio di ferro e il sollevamento di Volstagg stesso. 
Nella seconda visita del gruppo, i figli di Volstagg incontrano Boom Boom, Hrimhari e Warlock, che erano in fuga dalle forze di Hela. La stessa Hela sta attualmente portando avanti un piano per uccidere Odino e conquistare Asgard. I bambini si scambiano di posto con il gruppo in modo da sottolineare ai loro anziani, al loro ritorno, la gravità della situazione. Lo raccontano agli eroi di Tiwaz, un potente stregone che potrebbe aiutarli nella lotta. Hrimhari, principe-lupo di una lontana tribù di lupi, racconta ai bambini che le storie dei figli di Volstagg sono state raccontate al suo popolo ed è stato un onore essere in debito con loro. Boom Boom, Warlock e Hrimhari salvano i Tre Guerrieri dall'essere uccisi dalla Regina Ula e dal suo alveare. La circonferenza di Volstagg è sufficiente per ritardare i piani, ma Tiwaz fornisce un incantesimo magico per rimpicciolire temporaneamente l'enorme guerriero. I Tre Guerrieri, vari Asgardiani e persino le truppe della Regina Ula si uniscono ai Nuovi Mutanti; i loro sforzi impediscono a Hela di uccidere Odino. 
Volstagg viene poi sopraffatto da una piaga misteriosa.  Aiutò poi a difendere Asgard contro le forze di Seth.  Andò in missione con Thor per cercare Ulagg.  Ha aiutato i Vendicatori a combattere Blastaar.  Volsagg poi combatté contro Ymir e Surtur.  Tentò anche di impedire al secondo Thor (Eric Masterson) di entrare ad Asgard. 
Poco dopo questo punto, quando Odino è sveglio e consapevole, la sua mente viene sopraffatta dall'influenza di Loki. Perseguitati, i Tre Guerrieri sono costretti a fuggire, guadagnando un nuovo alleato sotto forma di una giovane guardia di palazzo di nome Arko.  Dopo che questo è stato chiarito, il trio e Thor sono coinvolti nella morte disonorevole del figlio di un gigante. Per riscattarsi, partono per un'avventura che coinvolge molteplici sforzi eroici. Volstagg soffre molto nel corso di questa ricerca. 

### Il ruolo di Volstagg
Volstagg è stato usato principalmente come sollievo comico nello stesso modo in cui Falstaff, su cui Volstagg è stato modellato, era sollievo comico nell'Enrico IV di Shakespeare. Stan Lee ha ammesso che i suoi fumetti sono stati ispirati da Shakespeare, i suoi Asgardiani parlano in un inglese a metà strada tra Shakespeare e la Bibbia di Re Giacomo. Il nome di Volstagg deriva da Falstaff e dalla Saga Volsunga della mitologia norrena.
Volstagg, come Falstaff, è grasso, vanitoso, vanaglorioso e codardo, ma anche compagno benevolo del principe (Hal o Thor). Sembra che sappia di più su come alzare una tazza (la sua arma preferita, evidentemente) che su come alzare una spada (di cui in realtà sapeva molto poco). Ironia della sorte, ogni volta che il suo coraggio veniva meno (al minimo segno di pericolo), l'innata goffaggine di Volstagg avrebbe in qualche modo strappato la vittoria dalle fauci della sconfitta. Con un tocco tipicamente kirkiano, Volstagg salva inavvertitamente la vita dei suoi compagni in almeno due occasioni inciampando nell'unica arma in grado di salvare la situazione (e in seguito affermando che la sua vile ritirata iniziale faceva tutto parte di un vasto piano generale).
Ci sono state almeno due storie secondarie sul passato di Volstagg che lo hanno presentato come un guerriero eccezionalmente ben costruito e capace. D'altra parte, nella serie Thor: Son of Asgard (confermata come canonica dai file del Manuale Ufficiale degli Asgardiani), Volstagg è raffigurato come obeso e codardo anche da giovane. Stranamente, anche se apparentemente un po' più vecchio di Thor, non sembra essere considerevolmente più vecchio.
È stato anche accennato in numerose occasioni al fatto che egli abbia cessato la sua vita di guerriero a tempo pieno per essere un marito e un padre.

### Ragnarok e rinascita
Alla fine, Loki porta avanti il Ragnarok. L'attacco iniziale distrugge il regno dei nani. I Tre Guerrieri fuggono ad Alfheim, dimora degli Elfi della Luce. Portano Sif, che aveva perso un braccio. Naglfar, una nave volante fatta con le unghie dei morti, segue e fa piovere frecce. Fandral e Hogun sono perduti. Sif, confuso e disorientato, fugge. Volstagg si stabilisce in una statua di Frigga. Seppellisce tutto ciò che può e brucia i corpi degli altri. Le sue prove gli fanno perdere peso considerevole.
Si riunisce con Thor, che lo dissuade dalla sua disperazione e gli dà il martello generato dall'uru di Geirrodur, re dei troll.  Thor aveva incontrato il troll in battaglia e lo aveva ucciso, prendendo la sua arma. Loki aveva, settimane prima, usato lo stampo che faceva il martello di Thor e creato molte altre armi simili. A Volstagg viene poi concessa una seconda di queste armi, una usata da Ulik, un altro nemico sconfitto.
La battaglia finale di Ragnarok si svolge a Vanaheim. Lì, Volstagg combatte con l'ultimo dei difensori asgardiani. Surtur, liberato da Thor per garantire al suo popolo una morte finale significativa, guida la carica. Un soldato di Surtur colpisce Volstagg da dietro mentre si trova a pochi metri di distanza, Sif viene trafitto dalle frecce e muore anche lui. 
Come tutti gli Asgardiani, è tornato, questa volta a Midgard, dove una nuova versione di Asgard è sorta in Oklahoma. Tutti i Tre Guerrieri avevano le sembianze di tre soldati in Africa, e sono il secondo gruppo a rinascere.  Durante il crossover "Secret Invasion", Asgard è minacciata da vari Skrull potenziati. Volstagg è essenziale per distrarre il Super-Skrull inviato a distruggere Asgard; Gli alieni vengono sconfitti. 

### Assedio
Volstagg è in seguito responsabile di aver messo in moto gli eventi che avrebbero permesso l'assedio di Asgard, dopo essersi diretto a Chicago cercando di vivere avventure come quelle di Thor. Ferma una rapina ma provoca molti danni. Viene attaccato dagli U-Nemici (che operavano agli ordini di Norman Osborn e Loki). L'incidente distrugge il Soldier Field di Chicago, uccidendo molte persone. Tuttavia, Volstagg è stato incastrato, facendo sembrare che la sua incompetenza abbia ucciso degli innocenti. 
Ben Urich e Will Stern, giornalisti di New York e Chicago, incontrano in seguito Volstagg che sta tornando ad Asgard per costituirsi dopo quello che è successo al Soldier Field. I due si rendono conto che Osborn sta usando Volstagg per migliorare se stesso nell'opinione pubblica. Fanno amicizia con Volstagg, che permette loro di viaggiare con lui ad Asgard per una nuova prospettiva sulla situazione. 
Ben Urich, Will Stern e Volstagg raggiungono un posto di blocco mentre si avvicinano a Broxton, in Oklahoma, e vengono avvistati nel loro furgone dagli agenti dell'H.A.M.M.E.R., un gruppo controllato da Osborn. Volstagg esce dal furgone e ingaggia direttamente gli agenti mentre Ben e Will si allontanano a tutta velocità, ma vengono catturati solo pochi istanti dopo. 
Nel carcere di Broxton, Volstagg sta parlando con lo sceriffo e il suo vice mentre i notiziari riportano l'attacco ad Asgard, mostrando filmati di Thor che viene picchiato. Rendendosi conto che quello che sta succedendo non va, lo sceriffo rilascia Volstagg in modo che possa andare ad aiutare a difendere la sua casa. Volstagg si ferma però, quando si rende conto di tutte le bugie che vengono diffuse su di lui e sugli altri Asgardiani. Lo sceriffo lo mette davanti a una webcam e Volstagg invia un video al mondo su ciò che è realmente accaduto a Chicago. La voce si diffonde rapidamente e la gente di tutto il mondo sta iniziando a mettere in discussione l'attacco di Norman Osborn e H.A.M.M.E.R. ad Asgard. Mentre Volstagg sta lasciando la stazione di polizia, Thor atterra di fronte a lui e lo schiaffeggia a terra. Volstagg si rende conto che questo non è il vero Thor; questo è il clone, Ragnarok.  Combatte il clone in un campo deserto per evitare ulteriori danni, ma viene sconfitto.  Ben e Will si incontrano di nuovo con Volstagg, e tutti e tre assistono gli Asgardiani feriti dopo che la città è caduta. Alla fine, quando Osborn cerca di fuggire dopo gli eventi, Volstagg lo ferma con un colpo da KO. Volstagg in seguito trascorre del tempo aiutando a ricostruire il Campo del Soldato. 
Quando Odino progetta di distruggere la Terra per salvare il resto dei mondi conosciuti dal Serpente della Paura, Volstagg è costretto a essere uno degli uomini che tengono Thor sotto controllo.  Odino cambia i suoi piani, guidando un esercito a Midgard per uccidere il Serpente. I Tre Guerrieri, in prima linea, fanno appena in tempo a vedere il Serpente e Thor uccidersi a vicenda in battaglia. 

### Ricostruzione
In Viaggio nel mistero, Volstagg protegge il de-invecchiato Loki nonostante i suoi dubbi sul suo ex nemico. Spesso si pente delle sue azioni, ma ricorda a se stesso di aver prestato giuramento.  La sua famiglia viene ristabilita come esistente durante la Paura stessa.  Volstagg assume i doveri di collegamento tra Broxton, Oklahoma e la sua patria riformata, ora chiamata Asgardia e governata dalla Madre.  La vita domestica di Volstagg e sua figlia Hilde sono protagoniste di una debacle che lascia Fenris libero nel cuore della notte. Per evitare di essere picchiato, Fenris promette di andare sotto il suo guinzaglio magico Gliepnir se Hilde gli porterà una Mela d'Oro di Idunn. 

### Contro Surtur
L'antico demone del fuoco Surtur usa i rancori che i Vanaheim nutrono nei confronti di Asgard per infiammare una guerra che colpisce i nove regni. Quando Volstagg pensa che Loki ne faccia parte, un suggerimento di imprigionare l'imbroglione porta Thor a combattere i Tre Guerrieri. La connessione della Madre di Tutta con i Vanaheim fa sì che perdano il loro dominio su Asgard e Volstagg diventa il nuovo sovrano. Conduce una guerra attraverso gran parte dei nove regni. Cerca di concedere il perdono alla Madre, ma loro rifiutano, dicendo che la fiducia del popolo non corrisponde a quella di Volstagg. Più tardi, le forze di Surtur vengono sconfitte grazie a Loki e Volstagg si dimette per governare ancora una volta solo sulla sua famiglia. [volume e numero necessari]
Successivamente, il focus di Journey Into Mystery cambia da Loki a Sif. La guerra di Surtur ha quasi preso il figlio di Volstagg, Arnor, quando la biblioteca di Asgardia brucia. Sif lo salva.  Più tardi, la figlia pacifista di Volstagg viene colpita dalla spada spezzata di Fandral lanciata da un Frif arrabbiato. [volume e numero necessari]
Le varie terre dei nove regni si riorganizzano con il Congresso dei Mondi. Volstagg diventa il senatore di Asgard per questo gruppo. 
Quando Thor non è in grado di muovere il suo martello dalla luna, incoraggia Volstagg (e gli altri) a sollevarlo. Volstagg ci prova e non ci riesce. 
Uno dei molti compiti di Volstagg nel nuovo panorama politico di Asgard è quello di supervisionare Jane Foster, poiché ha bisogno di un compagno per le sue visite di chemioterapia. 

### Diventare War Thor
Mentre le tensioni tra i Nove Regni si intensificano a causa del ritorno di Cul e delle mutevoli alleanze degli Elfi, Volstagg, colpito dal dolore e dalla rabbia dopo aver assistito alla morte di diversi bambini in uno scontro con i demoni del fuoco di Surtur, si reca ai resti dell'antica Asgard dove reclama il martello scartato del defunto Ultimate Thor. Questo lo trasforma nel "Thor da guerra".  Spinto dal potere di questo martello, Volstagg organizzò un assalto a Muspelheim, ma quando iniziò a minacciare i bambini, Jane Foster affrontò il suo vecchio amico per convincerlo a dimettersi, anche se ci volle Odino per far capire a Volstagg che le sue azioni stavano solo provocando ulteriori conflitti piuttosto che porvi fine.

## Poteri e abilità
Volstagg possiede una serie di attributi sovrumani convenzionalmente posseduti da tutti gli Asgardiani.
Volstagg possiede una forza sovrumana. Sebbene sia ancora più forte della maggior parte dei maschi asgardiani, non è più nel fiore degli anni fisicamente. A parte la sua forza, alcune delle altre capacità fisiche di Volstagg sono diminuite, principalmente a causa della sua obesità. La velocità, la resistenza e l'agilità di Volstagg sono ora inferiori a quelle della maggior parte della sua razza.
Volstagg è estremamente longevo, anche se non veramente immortale, e invecchia molto più lentamente di un essere umano. I tessuti del suo corpo sono anche sovrumanamente resistenti alle lesioni fisiche. È possibile ferirlo, ma la sua forza vitale gli permette di riprendersi con velocità ed efficienza sovrumane.
Volstagg ha dimostrato la capacità di aumentare la sua massa per rendersi quasi inamovibile. 
In un certo numero di storie, Volstagg è rappresentato come un eccellente guerriero sul campo di battaglia ed è molto abile in tutte le armi asgardiane; un eccellente combattente corpo a corpo, spadaccino, cavaliere e arciere, un superbo pugile e un maestro del bastone. L'abilità in battaglia di Volstagg è in qualche modo limitata dalla sua età avanzata e dalla sua tremenda circonferenza. Tuttavia, Volstagg è ancora in grado di usare la sua mole a suo vantaggio in situazioni di combattimento. Può consumare grandi quantità di cibo e bevande.

## Altre versioni

### Terra X
Nella realtà alternativa di Terra X, gli Asgardiani erano alieni che furono manipolati dai Celestiali facendogli credere di essere gli Dei del mito norreno. Quando la bugia fu rivelata, "Volstagg" e gli altri Asgardiani ripresero brevemente la loro forma aliena, ma in seguito tornarono alle loro forme Asgardiane.  Volstagg apparve di nuovo per negare il passaggio dell'esercito di Doctor Strange al castello di Lord Odino. Questo tentativo fallì e tutti i Tre Guerrieri morirono. Tuttavia, questo è stato usato come un piano più ampio per Thor per eliminare il regno di Hel stesso. 

### Marvel Adventures
I Tre Guerrieri comparvero brevemente nell'universo Marvel Adventures in veste di supporto.  Furono i primi Asgardiani ad aiutare i Vendicatori a cacciare Malekith e le sue forze da Asgard. 

### Marvel Zombies
Nell'universo alternativo di Marvel Zombies, molti eroi partecipano al briefing di Nick Fury su come affrontare la piaga degli zombie, incluso Volstagg. 

### MC2
Una versione più vecchia di Volstagg è apparsa nella serie alternativa chiamata Last Planet Standing.

### Mutant X
Volstagg è stato uno dei tanti che hanno combattuto l'Arcano e sono morti nell'universo di Mutant X. 

### Thor: Il potente vendicatore
Un giovane Thor incontra i Tre Guerrieri in Thor: The Mighty Avenger. Il trio era arrivato su Midgard per controllare la missione di Thor, solo per scoprire che il guerriero non aveva idea di quale fosse quella missione. Non volendo dire a Thor di cosa si trattasse, il gruppo va a bere in Europa. Lì si incontrano, combattono e poi fanno amicizia con Capitan Bretagna. 

### Ultimate Marvel
Volstagg il Voluminoso comparve brevemente in Ultimates 2 #1, incontrando Thor al ristorante Terrace in the Sky a Morningside Heights. È lì per avvertire Thor del complotto di Loki contro di lui. Nessuno degli altri avventori può vedere Volstagg, e all'epoca non era chiaro se ciò fosse dovuto all'interferenza di Loki o se Volstagg fosse solo un'illusione di Thor. Durante la discussione, Volstagg afferma che Loki sta riscrivendo la realtà anche mentre parlano; Loki si presenta quindi in un pannello come uno dei clienti del ristorante. Alla fine di Ultimates 2, Thor ha dimostrato di essere un dio e si deduce che Loki stava effettivamente interferendo.  Volstagg insieme ai Tre del Guerriero, comparve anche in Ultimate Comics: Thor. All'inizio, erano sparring partner di Loki, Thor e Balder. In questa continuità, Volstagg detiene una posizione di autorità riguardo al muro che circonda Asgard stessa. Più tardi, il trio si sacrificò in un attacco ritardato contro i Giganti del Gelo e caricò misticamente i nazisti.  Volstagg, e la maggior parte degli Asgardiani vengono uccisi fuori dal pannello dai "Bambini", una società futuristica guidata da un impazzito Reed Richards. 

### Ultimate
Volstagg comparve con il resto dei Tre Guerrieri nell'Universo Ultimate. Qui, aiuta con la rivoluzione asgardiana contro Loki.

## Altri media

### Cinema
Volstagg compare in:
- Hulk vs. Thor (2009)
- Thor: Tales of Asgard (2011)

#### Marvel Cinematic Universe
Volstagg compare nel Marvel Cinematic Universe interpretato da Ray Stevenson. Compare in:
- Thor (2011)
- Thor: The Dark World (2013)
- Thor: Ragnarok (2017)